# HMS Nairana (D05)
«Наірана» (англ. HMS Nairana (D05)) — британський ескортний авіаносець однойменного класу часів Другої світової війни. Другий корабель у ВМС Великої Британії з такою назвою.

## Історія створення
Авіаносець «Наірана» був закладений як рефрижераторне судно на верфі John Brown & Company 6 листопада 1941 року, але у 1942 році реквізований Адміралтейством та перебудований на ескортний авіаносець. Спущений на воду 20 травня 1943 року, вступив у стрій 12 грудня 1943 року.

## Історія служби

### У складі ВМС Великої Британії
Після вступу у стрій авіаносець «Наірана» використовувався в Атлантиці. За період з лютого по вересень 1944 року він здійснив супровід 13 гібралтарських конвоїв та один протичовновий пошук.
Наприкінці 1944 — на початку 1945 року авіаносець залучався до супроводу арктичних конвоїв — JW 61/RA 61 (10-11.1944), JW 62/RA 62 (12.1944) та JW 64/RA 64 (02.1945).
У січні та березні 1945 року він залучався до знищення судноплавства біля узбережжя Норвегії.
Після ремонту авіаносець використовувався для навчання пілотів.

### У складі ВМС Нідерландів
У 1946 році авіаносець був переданий Нідерландам, де отримав назву «Hr.Ms. Karel Doorman» на честь голландського контр-адмірала Карела Доормана, який загинув у 1942 році під час битви в Яванському морі. Авіаносець перебував у складі ВМС Нідерландів до 1948 року.

### Торгове судно
У 1948 році корабель був проданий компанії «Port Line» та переобладнаний у торгове судно «Port Victor». Він використовувався до 1971 року, після чого був проданий на злам.